# Secretaria-Geral Ibero-Americana
A Secretaria-Geral Ibero-Americana (SEGIB) é o organismo internacional para apoio, coordenação e gestão institucional, técnica e administrativa das Conferência Ibero-americana. A criação da SEGIB foi aprovada em 2003, na XIII Conferência Ibero-americana da Bolívia e fundada em 2005 em sucessão à Secretaria de Cooperação Ibero-americana (SECIB). O primeiro titular foi nomeado em 2005. Sua sede principal arraiga em Madri, tendo ademais escritórios em Cidade do México, Lima e Montevidéu.

## História

### SECIB
A Secretaria de Cooperação Ibero-americana (SECIB) tratou-se de organismo relacionado à visibilidade e busca por financiamento aos programas de cooperação aprovados pelas edições da Conferência Ibero-americana, como também à institucionalização dos vínculos os governos, instituições públicas e privadas e sociedades civis ibero-americanas. Substituiu a lógica vigente até então de organização das conferências apenas pelos países anfitriões e de secretarias pro tempore e ausência de personalidade jurídica ou sede para execução dos trabalhos.
A SECIB foi criada a partir da VIII Conferência Ibero-americana do Porto, 1998. Na IX Reunião Ibero-americana de Chefes de Estado e de Governo em Havana em 1999, o processo de institucionalização avançou com o Protocolo ao Acordo para Cooperação no quadro da Conferência Ibero-americana para a constituição da SECIB. O Acordo-sede da SECIB foi assinado em 25 de fevereiro em Madri. Jorge Alberto Lozoya, diplomata mexicano, foi o primeiro titular da SECIB.

### SEGIB

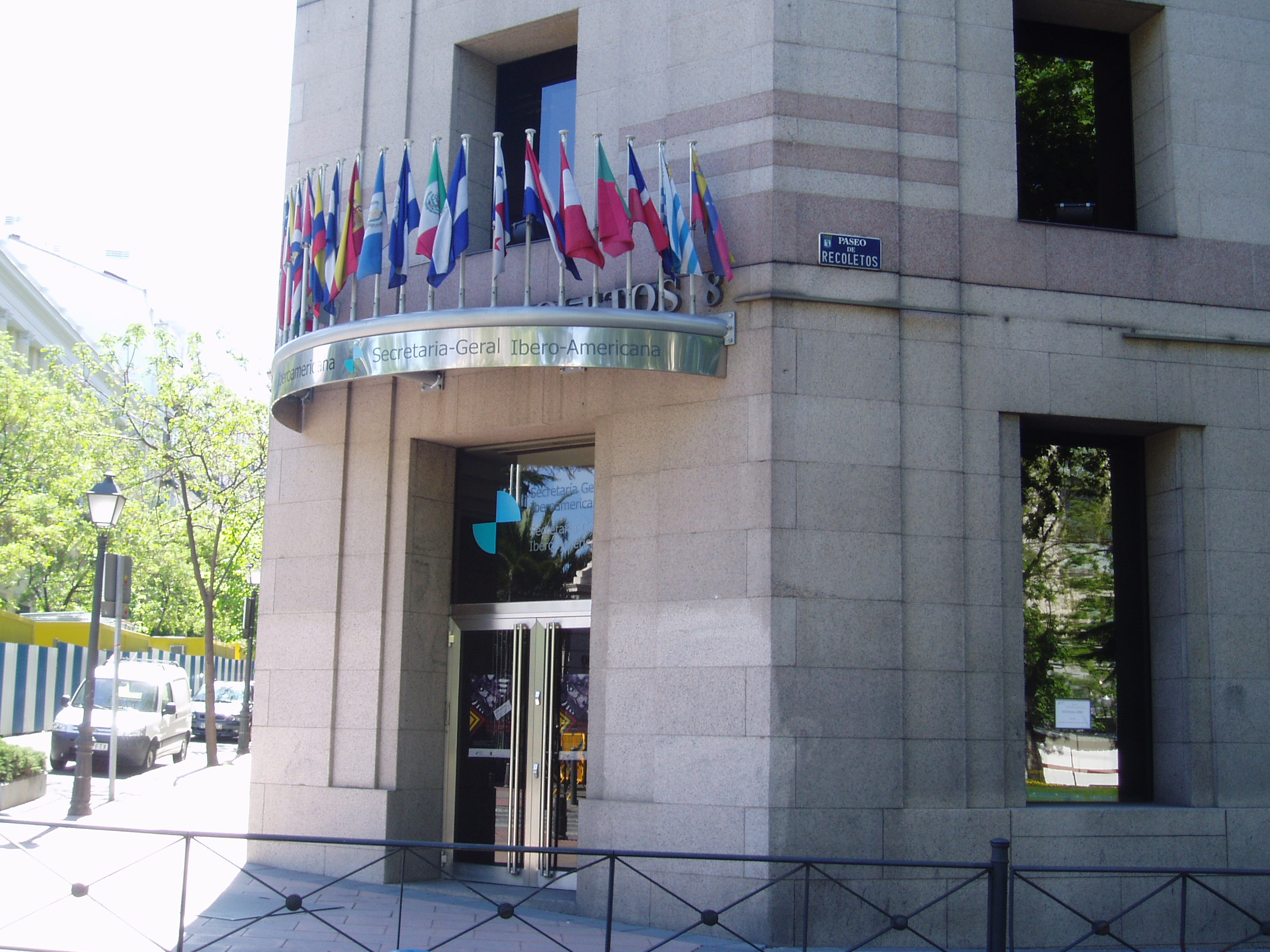
Sede da SEGIB em Madri

A criação da Secretaria Geral Iberoamericana (SEGIB) foi aprovada em 2003 na XIII Conferência Ibero-americana celebrada em Santa Cruz da Serra (Bolívia), da qual saiu o acordo constitutivo da mesma. Suas funções ficariam fixadas em seu estatuto, cujo aprovação se delegou para a XIV Conferência celebrada em São José (Costa Rica) em 2004. O processo de transformação da SECIB na SEGIB durou de 2003 a 2005, já que nesse ano finalmente iniciaram as operações da nova secretaria.
Em setembro de 2010, a SEGIB integrou-se junto à Organização dos Estados Ibero-Americanos para a Educação, Ciência e Cultura (OEI), a Organização Ibero-Americana de Segurança Social (OISS), o Organismo Internacional de Juventude para a Ibero-América (OIJ) e a Conferência de Ministros de Justiça dos Países Ibero-americanos (COMJIB) dentro do Conselho de Organismos Ibero-americanos, um mecanismo de coordenação de nova criação entre os mencionados organismos.
Espanha tem sido o principal financiador da secretaria geral, contribuindo o 70% do orçamento para 2014 e o 60% para 2016.

## Titulares
O Secretário-Geral Ibero-Americano é nomeado por consenso pelos chefes de Estado e Governo, a proposta dos ministros de Relações Exteriores por um quadriênio renovável uma vez. Enrique V. Iglesias (2005-2014) e Rebeca Grynspan (2014-2021) são os dois funcionários que exerceram o cargo de Secretário-Geral da SEGIB. O atual titular, desde o 8 de fevereiro de 2022, é Andrés Allamand, antigo ministro de Relações Exteriores de Chile.
| Ordem | Titular                 | Mandato                                         | País       |
| ----- | ----------------------- | ----------------------------------------------- | ---------- |
| 1.º   | Enrique V. Iglesias     | 1 de outubro de 2005-1 de abril de 2014         | Uruguai    |
| 2.º   | Rebeca Grynspan Mayufis | 1 de abril de 2014 - 10 de seiembro de 2021     | Costa Rica |
| -     | Marcos Pinta Gama       | 10 de setembro de 2021 - 8 de fevereiro de 2022 | Brasil     |
| 3.º   | Andrés Allamand         | 8 de fevereiro de 2022 - presente               | Chile      |